# Lophuromys huttereri
Lophuromys huttereri — вид гризунів родини мишевих (Muridae). Зустрічається тільки в Демократичній Республіці Конго, де його природним місцем існування є субтропічні або тропічні вологі рівнинні ліси. Знайдений на висотах 300–450 метрів.